# Максимцов, Михаил Данилович
Михаил Данилович Максимцов (1909, Россошь, Воронежская губерния, Российская империя — 1994, Киев, Украина) — советский военачальник, генерал-майор инженерных войск (1953).

## Биография
Родился в слободе Россошь Воронежской губернии в крестьянской семье. Работал в Воронеже на строительстве завода синтетического каучука.
В 1930 году призван в РККА. В 1941 году окончил Военно-инженерную академию им. В. В. Куйбышева.
Во время Великой Отечественной войны с июня 1941 на Западном фронте, командир сапёрного батальона 299-й стрелковой дивизии, потом помощник начальника инженерных войск 50-й армии. Принимал участие в обороне Тулы, в боях за освобождение Ясной Поляны, Щекина и других населённых пунктов Тульской области. Участвовал в Калужской, Орловско-Курской, Белорусской, Восточно-Прусской и Восточно-Померанской наступательных операциях. В 1943—1944 начальник штаба инженерных войск 50-й армии (Западный фронт). В 1944—1945 годах — начальник штаба инженерных войск 2-го Белорусского фронта. В 1944 году во время боев за Могилёв руководил переправой через Днепр.
После войны окончил Академию Генштаба (1951), в 1951—1955 годах — начальник инженерных войск Закавказского ВО. С 1955 года — в отставке по состоянию здоровья, был на преподавательской работе. Жил в Киеве.

## Награды
Награждён орденами Богдана Хмельницкого I степени, четырьмя орденами Красного Знамени, двумя орденами Красной Звезды, орденом Отечественной войны I степени, 13 медалями, в том числе «За отвагу», «За боевые заслуги», «За оборону Москвы».
Почётный гражданин городов Щёкино (1971), Могилёв (25.04.1980), Жиздра, Киреевск.

## Память
- Памятный знак М. Д. Максимцову на Аллее Славы в парке Победы в городе Кричеве Могилёвской области[1].

## Мемуары
- Дорогами мужества: о боевых действиях 50-й армии на тульской и калужской земле в годы Великой Отечественной войны. Приок. кн. изд., 1968 — Всего страниц: 340
- Солдат Родины. Политиздат Украины, 1979 — Всего страниц: 152